# ベン・ホワイト
ベンジャミン・ウィリアム・ホワイト（Benjamin William White、1997年10月8日 - ）は、イングランド・プール出身のサッカー選手。プレミアリーグ・アーセナル所属。元イングランド代表。ポジションはDF。

## クラブ経歴
サウサンプトンのユースチームでプレーを始めたが、16歳の時に退団。その後、ブライトン&ホーヴ・アルビオンのアカデミーに入団した。2016年8月7日、EFLカップ1回戦のコルチェスター・ユナイテッド戦でトップチームデビューを果たした。
2017-18シーズンはEFLリーグ2のニューポート・カウンティに期限付き移籍。2018-19シーズンは一旦ブライトン&ホーヴ・アルビオンに復帰し、冬の移籍ウインドーでリーグ1のピーターバラ・ユナイテッドに期限付き移籍した。
2019-20シーズンはEFLチャンピオンシップのリーズ・ユナイテッドに期限付き移籍。リーズ・ユナイテッドでは全ての試合でプレーし、チャンピオンシップ優勝とプレミアリーグ昇格に大きく貢献した。2020年の夏にはリーズへの完全移籍、もしくは他クラブへの移籍もうわさされたが、最終的にブライトン&ホーヴ・アルビオンとの契約を更新した。2020-21シーズンは主に3バックの右CBとしてプレミアリーグ36試合に出場し、クラブの年間最優秀選手賞を受賞した。
2021年7月30日、アーセナルへの完全移籍が公式発表された。背番号は4番。8月24日、前日のチェルシー戦前の新型コロナ検査で陽性反応であったことが発表された。リーグ戦ではセンターバックとして32試合に出場した。
2022-23シーズンはマルセイユへの期限付き移籍からアーセナルへと復帰したCBウィリアン・サリバの台頭を受け、右サイドバックにコンバートされた。2023年3月4日、PL第26節ボーンマスとの対戦でリース・ネルソンのクロスにダイレクトボレーで合わせてプレミアリーグ初ゴールかつアーセナル移籍後初ゴールを挙げて2点ビハインドからの大逆転勝利に貢献した。
2024年3月14日、アーセナルと契約延長したことが公式発表された。

## 代表経歴
2021年5月に初めてイングランド代表チームに召集され、UEFA EURO 2020の暫定登録メンバー33人の一人に選ばれた。6月にオーストリア代表との親善試合に出場し、イングランド代表デビューを果たした。6月7日、負傷離脱したトレント・アレクサンダー＝アーノルドの後任としてUEFA EURO 2020参加メンバーに登録された。
2022年11月10日、2022 FIFAワールドカップのイングランド代表メンバーに選出された。同年11月30日、イングランド代表はグループステージ突破を決めたが個人的理由により代表を離脱することが発表された。グループステージ3試合で出場は無かった。
ワールドカップ中の代表離脱から一度も代表に招集されることはなかったが、EURO2024の開催が迫った2024年3月にサウスゲート監督はアーセナルのSDであるエドゥからホワイトが代表辞退の意向である旨の連絡がイングランド代表側にあったことを明かした。ワールドカップ中の離脱から続く代表招集拒否について代表アシスタントコーチのスティーブ・ホランドと衝突があったなどの報道がなされているが、サウスゲート監督は自身やホランドとホワイトの関係に問題がないことを強調し理由は不明であると述べている。EURO2024をもってサウスゲイトは代表監督を退任したが、リー・カーズリー暫定監督の初陣となる2024年9月の代表戦においても引き続き代表招集を辞退する旨の連絡があったことが明かされた。

## エピソード
幼少期から現在まで代表戦を少し見ることはあってもクラブのサッカー試合を観戦することは一切ないと語った。プレーするのに全力を出しているので帰宅後はリフレッシュのために一切サッカーのことを考えたくないことが理由である。そのため、アーセナルのレジェンドであり同じ背番号4を付けていたパトリック・ヴィエラのことも詳しいことはよくわからないと答え、過去のサッカー選手についてほとんど知らないと明かした。

## 個人成績

### クラブ
2023-24シーズン終了時点
| クラブ                                    | シーズン     | リーグ             | リーグ | リーグ | FAカップ | FAカップ | リーグカップ | リーグカップ | 国際大会 | 国際大会 | その他 | その他 | 通算 | 通算 |
| クラブ                                    | シーズン     | ディビジョン       | 出場   | 得点   | 出場     | 得点     | 出場         | 得点         | 出場     | 得点     | 出場   | 得点   | 出場 | 得点 |
| ----------------------------------------- | ------------ | ------------------ | ------ | ------ | -------- | -------- | ------------ | ------------ | -------- | -------- | ------ | ------ | ---- | ---- |
| ブライトン&ホーヴ・アルビオン U-21 / U-23 | 2016-17      | —                  | —      | —      | —        | —        | —            | —            | —        | —        | 3      | 0      | 3    | 0    |
| ブライトン&ホーヴ・アルビオン U-21 / U-23 | 2018-19      | —                  | —      | —      | —        | —        | —            | —            | —        | —        | 3      | 0      | 3    | 0    |
| ブライトン&ホーヴ・アルビオン U-21 / U-23 | 通算         | 通算               | —      | —      | —        | —        | —            | —            | —        | —        | 6      | 0      | 6    | 0    |
| ブライトン&ホーヴ・アルビオン             | 2016-17      | チャンピオンシップ | 0      | 0      | 0        | 0        | 2            | 0            | —        | —        | —      | —      | 2    | 0    |
| ブライトン&ホーヴ・アルビオン             | 2018-19      | プレミアリーグ     | 0      | 0      | —        | —        | 0            | 0            | —        | —        | —      | —      | 0    | 0    |
| ブライトン&ホーヴ・アルビオン             | 2020-21      | プレミアリーグ     | 36     | 0      | 2        | 0        | 1            | 0            | —        | —        | —      | —      | 39   | 0    |
| ブライトン&ホーヴ・アルビオン             | 通算         | 通算               | 36     | 0      | 2        | 0        | 3            | 0            | —        | —        | —      | —      | 41   | 0    |
| ニューポート・カウンティ (loan)           | 2017-18      | リーグ2            | 42     | 1      | 5        | 0        | 2            | 0            | —        | —        | 2      | 0      | 51   | 1    |
| ピーターバラ・ユナイテッド (loan)         | 2018-19      | リーグ1            | 15     | 1      | 1        | 0        | —            | —            | —        | —        | —      | —      | 16   | 1    |
| リーズ・ユナイテッド (loan)               | 2019-20      | チャンピオンシップ | 46     | 1      | 1        | 0        | 2            | 0            | —        | —        | —      | —      | 49   | 1    |
| アーセナル                                | 2021-22      | プレミアリーグ     | 32     | 0      | 1        | 0        | 4            | 0            | —        | —        | —      | —      | 37   | 0    |
| アーセナル                                | 2022-23      | プレミアリーグ     | 38     | 2      | 1        | 0        | 0            | 0            | 7        | 0        | —      | —      | 46   | 2    |
| アーセナル                                | 2023-24      | プレミアリーグ     | 37     | 4      | 1        | 0        | 2            | 0            | 10       | 0        | 1      | 0      | 51   | 4    |
| アーセナル                                | 通算         | 通算               | 107    | 6      | 3        | 0        | 6            | 0            | 17       | 0        | 1      | 0      | 51   | 4    |
| キャリア通算                              | キャリア通算 | キャリア通算       | 246    | 9      | 12       | 0        | 13           | 0            | 17       | 0        | 9      | 0      | 297  | 9    |

## 代表歴

### 出場大会
- イングランド代表
  - 2022 FIFAワールドカップ

### 試合数
- 国際Aマッチ 4試合 0得点（2021年-2022年）[24]

| イングランド代表 | 国際Aマッチ | 国際Aマッチ |
| 年               | 出場        | 得点        |
| ---------------- | ----------- | ----------- |
| 2021             | 2           | 0           |
| 2022             | 2           | 0           |
| 通算             | 4           | 0           |

## タイトル
リーズ・ユナイテッド
- EFLチャンピオンシップ: 2019-20

アーセナル
- FAコミュニティ・シールド: 2023